# Hermina út
A Hermina út Budapest XIV. kerületének egyik főútvonala. A Thököly út és a Kacsóh Pongrác út között húzódik. A Thököly útnál a Gizella útban folytatódik, a Kacsóh Pongrác útnál az Állatkerti körútban. Nevét Hermina Amália főhercegnő (1817–1842) után kapta az 1850-es években.

## Története
1842-ben kezdődött a Hermina-kápolna építése József nádor fiatalon meghalt leánya, Hermina Amália főhercegnő tiszteletére. Az átadására 1856-ban került sor, és addigra a környék telkein jómódú pesti polgárok villái álltak. Az első villatulajdonos Bartl János kávés volt. Már ebben az időben is lóvasút kötötte össze az utat a Belvárossal. 1869-ben kezdte meg működését a környék első iskolája a kápolna mellett. 1873-ban Budapest létrejöttekor a VII. kerület része lett. A kápolnával szemben a Városligetben állt a Közlekedésügyi Csarnok az 1896-os budapesti millenniumi kiállítás keretében. 1899. május 1-jén itt nyílt meg a Magyar Királyi Közlekedési Múzeum.
1902-ben a Ferences Mária Misszionárius Nővérek Társulatának (Fehér Apácák) a Hermina úti kolostoruk lett az anyaházuk. Ugyanebben az évben készült el az Erzsébet Nőiskola épülete az István út és a Hermina út sarkán. 1906-től közlekedett a 25-ös villamos a Városliget és a Boráros tér között, amelynek a távolabbi végállomása többször változott az idők folyamán. 1918. október 31-én a Róheim-villában gyilkolták meg Tisza István korábbi miniszterelnököt. 1935. június 15-én az újonnan létrehozott XIV. kerület része lett.
A második világháború alatt, 1944-ben a Közlekedési Múzeumot bombatalálat érte és Budapest ostromakor is sok környékbeli civil lett a harcok áldozata. 1951-ben a Rákosi-korszakban Május 1. útra változtatták az út nevét. 1972-ben megszűnt a 25-ös villamos, átmenetileg pótlóbusz járt helyette a vonalon. 1977 májusában a 72-es trolibusz váltotta a villamospótló járatot. 1990-ben visszakapta eredeti nevét.
2016–17-ben a Liget-projekt keretében bezárták és lebontották a Közlekedési Múzeumot. A projekt eredeti tervei szerint itt épült volna fel az új múzeum, de tényleges tervezés során jöttek rá, hogy az új épület nem lenne megfelelő méretű a gyűjteménynek. Az új tervek szerint a múzeum az Északi Járműjavító helyén épül fel.

### Híres lakói
- Balás Béla (1863–1944) ügyvéd, Zala vármegye főispánja (47.)
- Bartl János (1796–1870) kávés, vendéglős (55.)
- Farkas Mihály (1904–1965) kommunista politikus, honvédelmi miniszter (43.)
- Fodor Ármin (1862–1944) bíró, jogtudós, kúriai tanácselnök (8/a)[1]
- Gyukits Gyula (?–?) kalapgyáros (4.)
- Lipták Pál (1874–1926) mérnök, üzletember, államtitkár (3.)
- Lukács György (1865–1950) politikus, vallás- és közoktatási miniszter (49.)
- Róheim Géza (1891–1953) néprajzkutató (45.)
- Tisza István (1861–1918) politikus, miniszterelnök (45.)

## Fontosabb épületei

### A Thököly út és az Ajtósi Dürer sor között
3. – Lipták Villa
1924–25-ben épült városi palota. Az épületet Lipták Pál (1874–1926) mérnök, üzletember, államtitkár tervezte és építtette saját magának. Az 1930-as években Kaszner János csempe- és műkőgyáros tulajdonában volt. A második világháború előtt egy ideig dr. Barinkai Ferencné leánynevelő intézete működött a házban. A háború után diákkollégiumnak foglalták le, majd a Magyar–Szovjet Baráti Társaság székháza volt. Ezt követően rendőrségi központ, végül kerületi úttörőház lett. 1994-től Zeg-Zug Zuglói Gyermekház néven működött. 2008-ban a Cserepesház Zuglói Művelődési Ház tagintézménye lett. 2011. június 30-tól az építtető előtt tisztelegve Lipták Villa néven működik.
7. – Rendelőintézet
1912-ben Hajós Alfréd és Villányi János tervei alapján épült vakok otthonának. 1920-ban a második emeleten alakították ki a környék első moziját a Homérosz Mozgót. 1951-től rendelőintézetként funkcionál.
9–15. – Városligeti Magyar-Angol Két Tanítási Nyelvű Általános Iskola
1902-ben elkészült az Erzsébet Nőiskola épülete Baumgarten Sándor és Herczegh Zsigmond tervei szerint szecessziós stílusban. Az 1948–49-es tanévben szétválasztották az általános iskolát és a gimnáziumot, amely 1950-tõl a Teleki Blanka Általános Leánygimnázium nevet vette fel. Az általános iskola Fővárosi Leányiskola néven működött tovább. A koedukált oktatást az 1959–60-as tanévben vezették be. 1991-ben elsőként vezette be az magyar–angol két tanítási nyelvű programot általános iskolai szinten. 1994-től a Városligeti Általános Iskola nevet vette fel.
12. – Modern társasház
1932-ben épült Platschek Imre tervei alapján a kerület egyik első modern társasházaként.
18. – Villa (Ida utca 4.)
A villa 1914-ben Schannen Ernő és Schannen Artúr tervei alapján Gyukits Gyula a Gizella úti kalapgyár tulajdonosa számára épült.
22. – Villa
1927-ben Bányai Tibor tervei alapján épült villa Székely Imre és felesége Nadler Gizella számára.

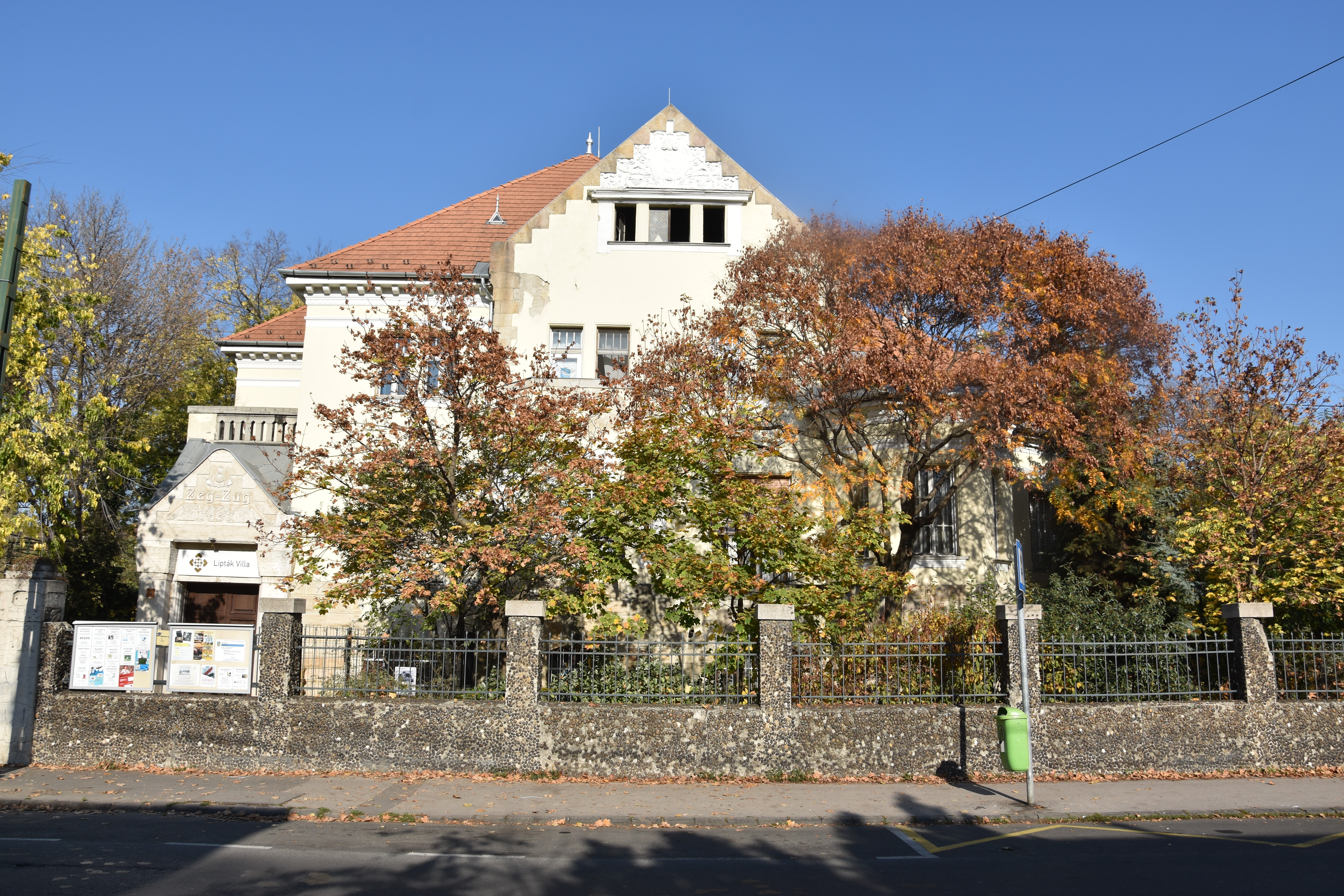
Lipták Villa (Hermina út 3.)
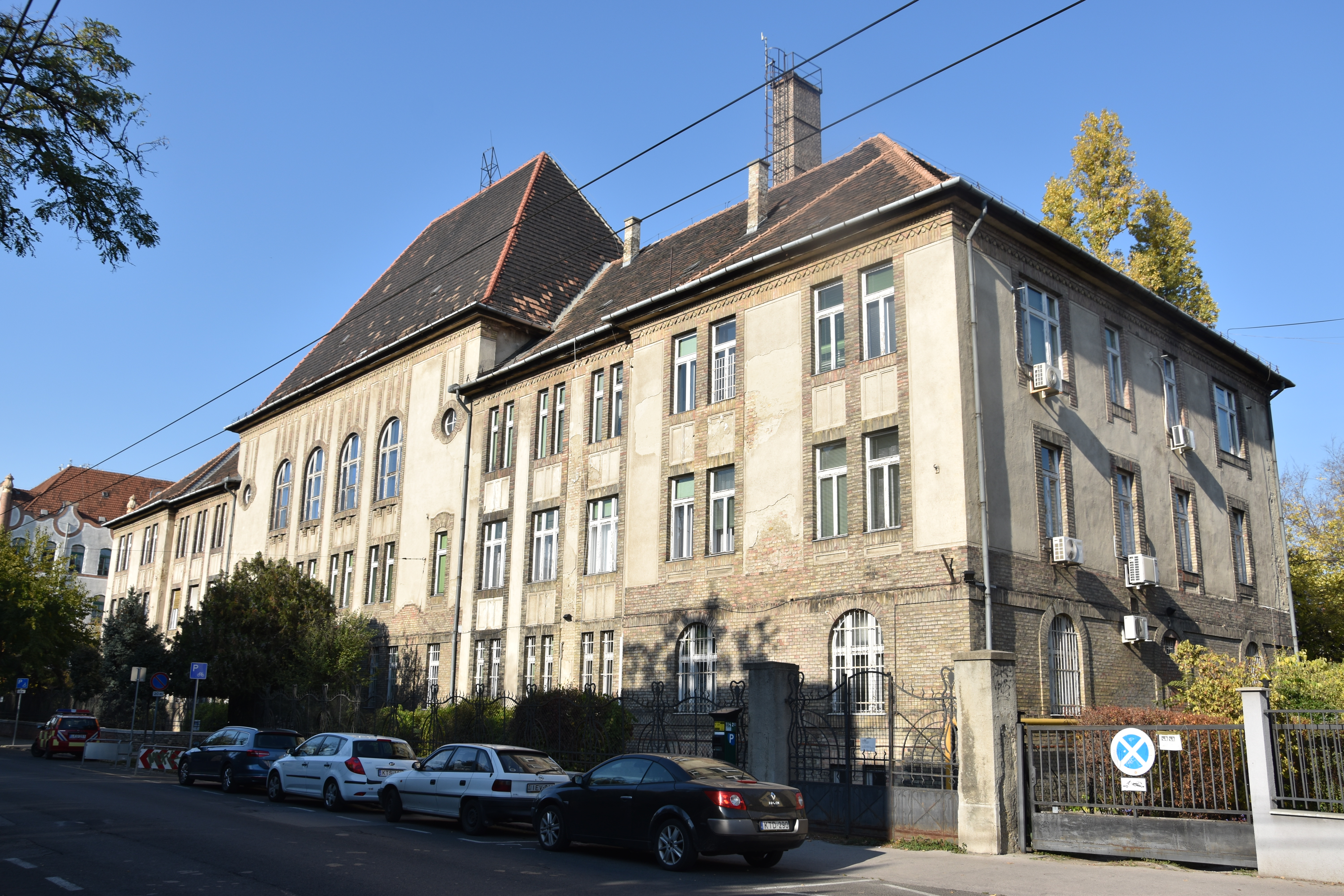
Rendelőintézet (Hermina út 7.)
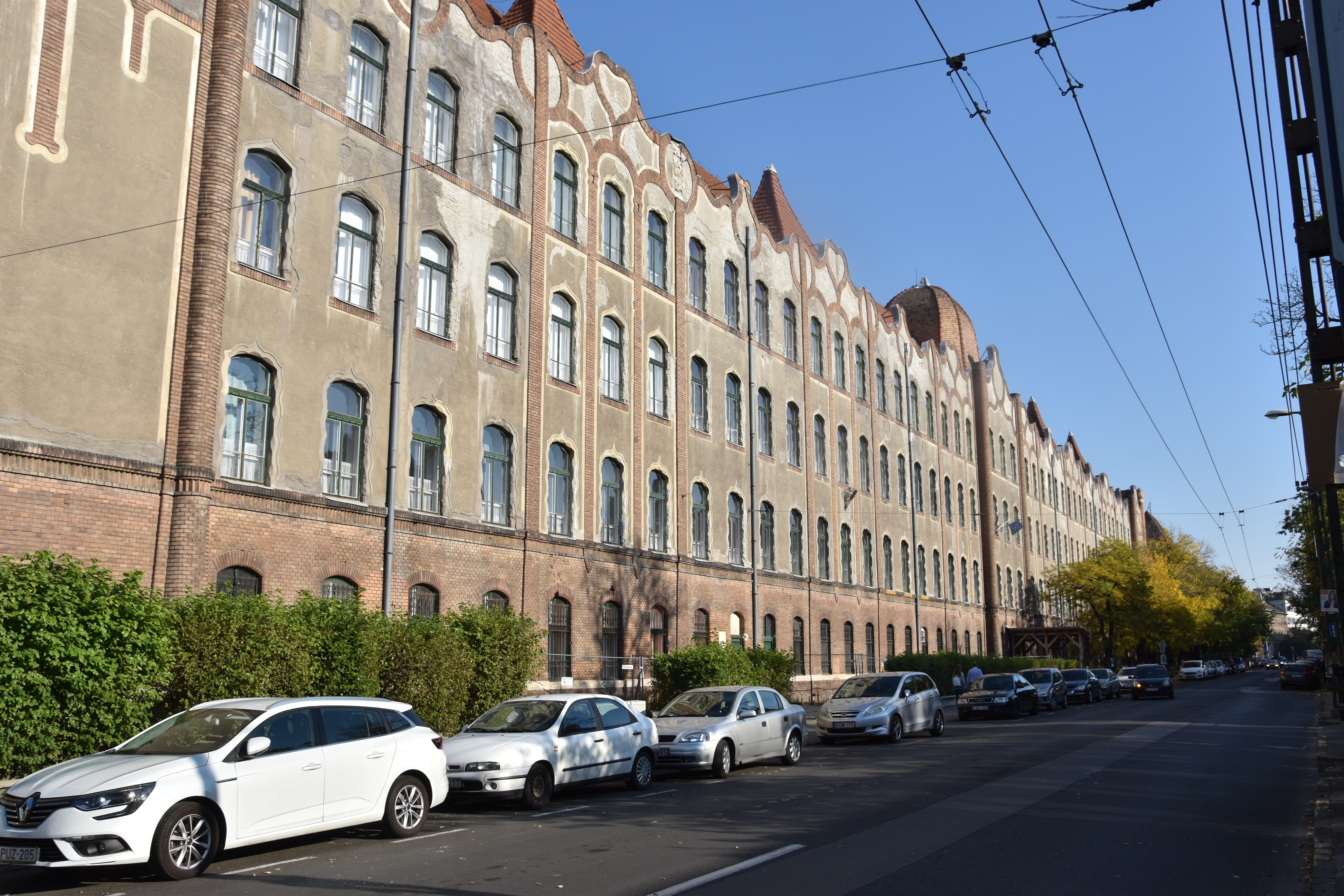
Városligeti Általános Iskola (Hermina út 9–15.)
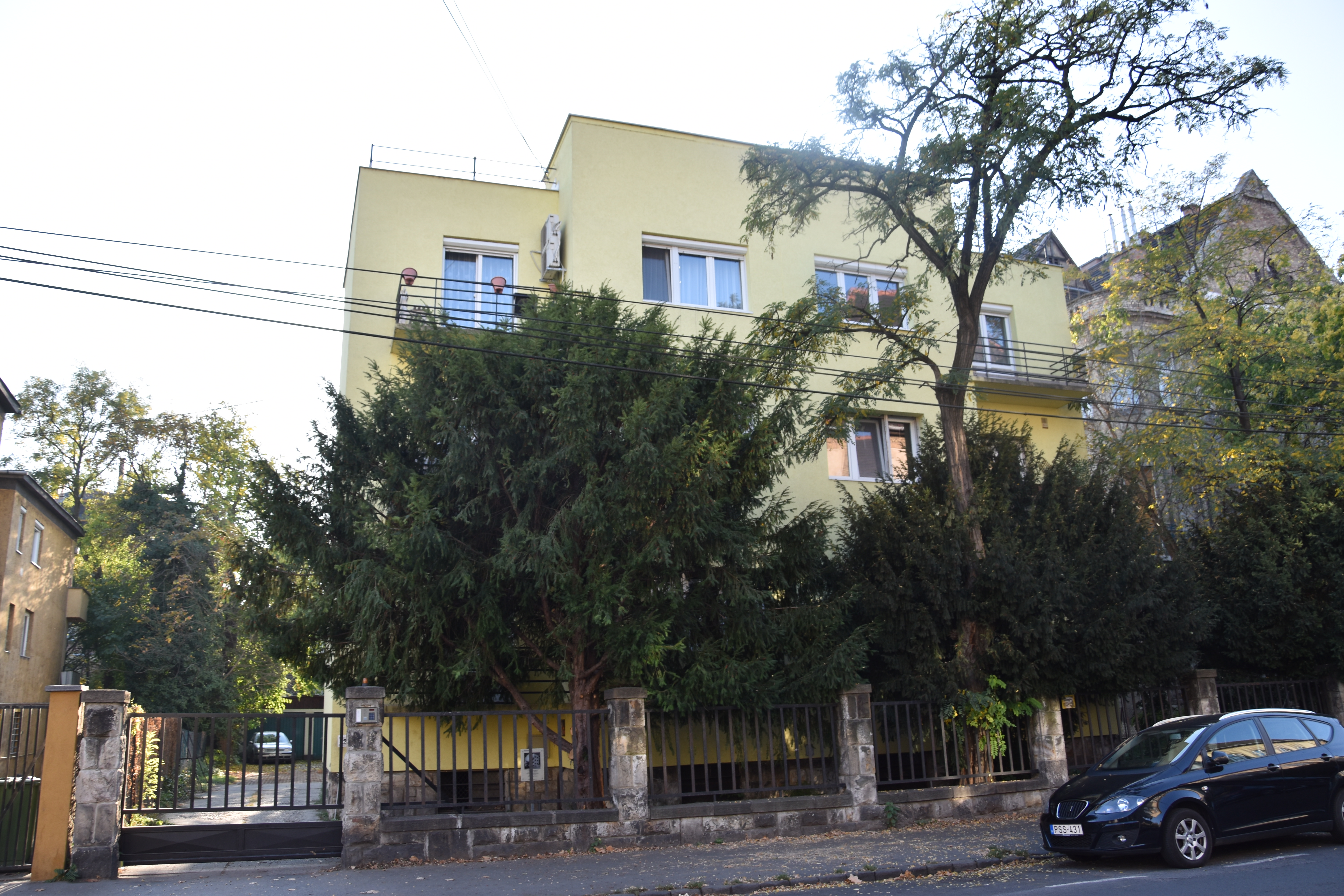
Modern társasház (Hermina út 12.)
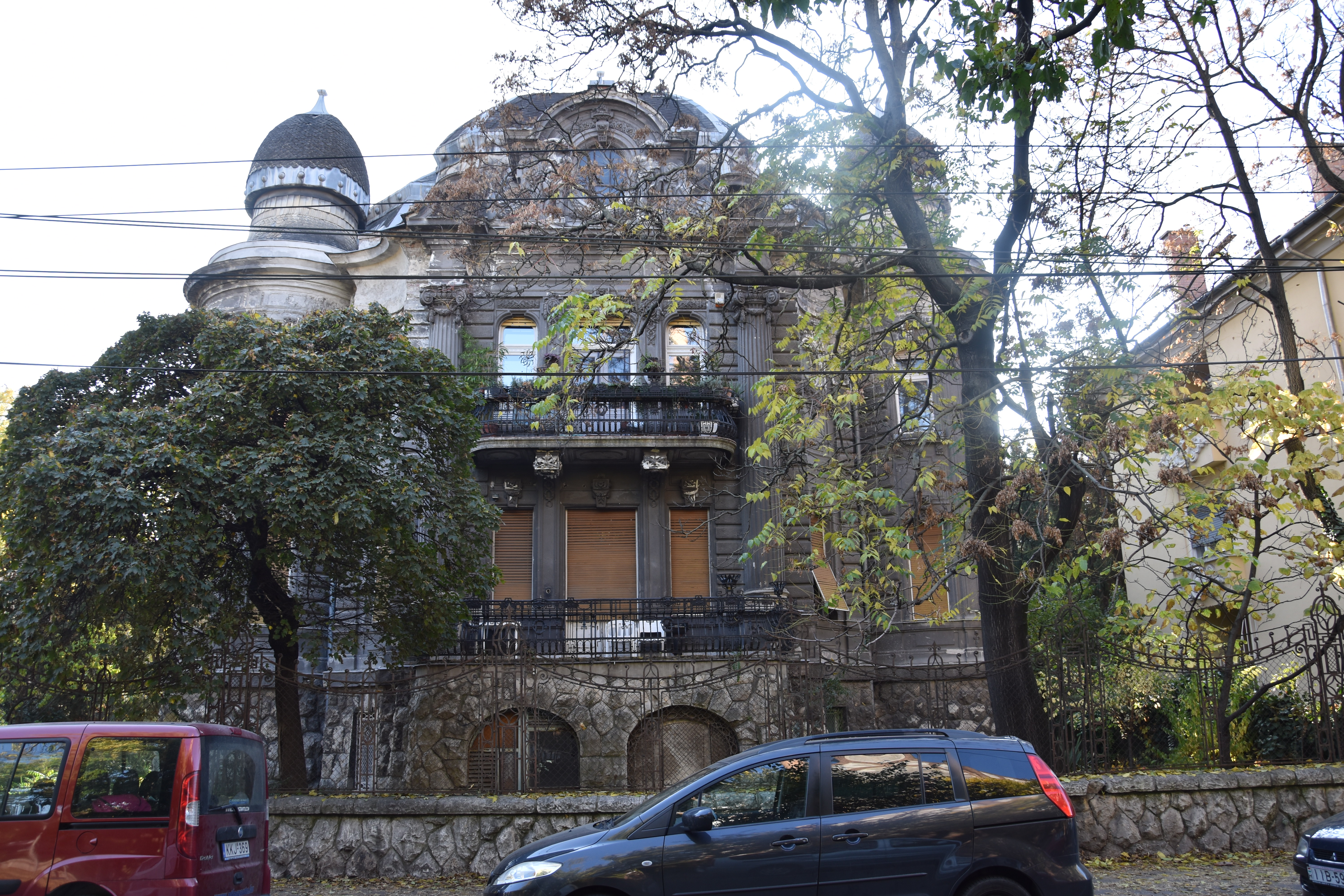
Gyukits-villa (Hermina út 18. / Ida utca 4.)
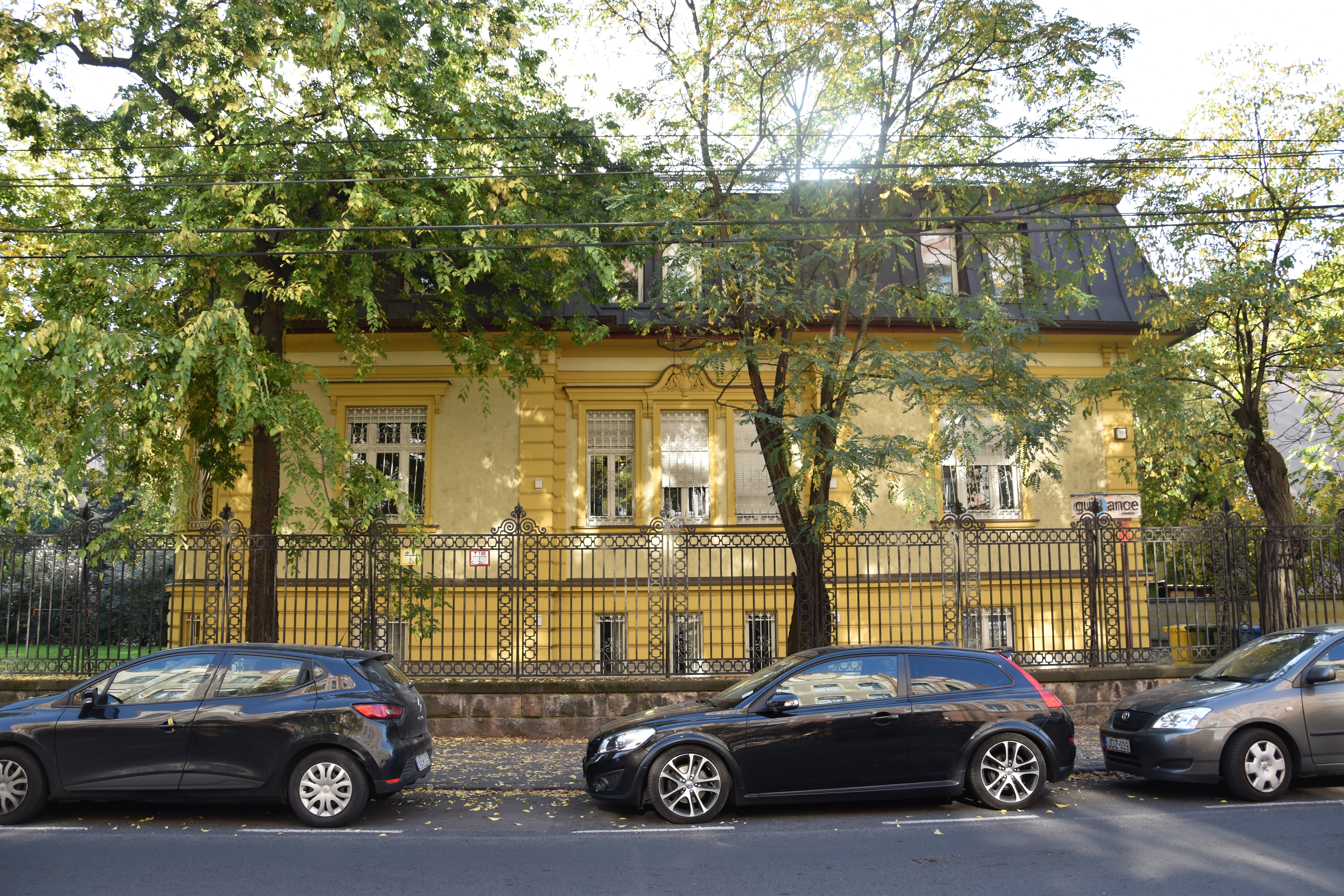
Székely-villa (Hermina út 22.)

### A Városliget mellett
17. – Hermina Business Tower
1977 januárjában Tolnay Lajos és Herald László tervei alapján készült el a Metalimpex-Konsumex közös székháza. 2001 januárjában jelentős felújítás történt az ikertoronyokon, amely azóta Hermina Business Towers néven működik.
19. – Budapesti Ferences Mária Missziós nővérek temploma
A Ferences Mária Misszionárius Nővérek Társulata (Fehér Apácák) 1899-ben kezdte meg magyarországi működését és 1902-től a Hermina úti kolostoruk lett az anyaházuk. Templomuk 1935–36-ban épült Lechner Jenő tervei alapján. 1936. december 8-án szentelte fel Serédi Jusztinián hercegprímás. 1945-ben, Budapest ostromakor többen kerestek itt menedéket. Egy feldühödött szovjet közkatona ok nélkül kézigránátot dobott a pincébe sokakat megölve és megsebesítve. A szerzetesrend működését 1950-ben betiltották, csak az 1990-es években költözhettek vissza a templomba.
21. – Vakok Állami Intézete
1842-ben Neszwarba Antal Pesti Serfőző Céhének Remetelak nevű sörháza állt itt, az udvarban egy kúttal. A Fehér Apácák 1902-ben vették meg a területet miután sok kisebb-nagyobb épületet lebontottak a telken. A zárdaház 1926-ban készült el. A korábbi rendházban a Vakok Állami Intézetének férfiotthona működik.
23. – Liszt Ferenc Általános Iskola
A XIV. kerület legrégibb iskolája 1869-ben itt kezdte meg a működését. 1873-ban 116, 1902-ben már 638 diák járt az elemibe. 1910-ben Hild József tervei alapján romantikus stílusban készült el a mai épület Bárczy István budapesti polgármester iskolaépítési programjának a keretében. Az 1950-es évek közepétől a tanulói létszám növekedése miatt bevezetésre került a délutáni tanítási rend is. 1960-ban az iskolaépület mögötti udvaron elkészült földszintes kis épülettel visszaállt a teljes délelőtti oktatás. 1968-től Ének-Zene Tagozatú Általános Iskola lett az intézmény. 1987-ben a Liszt Ferenc Társaság támogatásával az iskola felvette Liszt Ferenc zeneszerző nevét. 2002. december 15-én átadásra került az iskola új szárnya a régi épület eredeti tervéhez igazodva.
23. – Hermina-kápolna
A kápolna Zugló legrégibb szakrális épülete. József nádor fiatalon meghalt leánya, Hermina Amália főhercegnő tiszteletére építette, akinek ez a környék kedvelt sétahelye volt. A kápolna alapkövét 1842-ben rakták le, építését 1843-ban kezdték meg, de az építkezés az 1848-49-es szabadságharc miatt sokáig elhúzódott. Így az épületet csak 1856. szeptember 8-án szentelte fel Scitovszky János esztergomi érsek. A felszenteléskor Liszt Ferenc vezényelte a férfikórust. Ideiglenesen plébániaként is működött. 1937 után a Kassai téri templom vette át szerepét. Napjainkban orgonás szentmiséket tartanak a kápolnában vasárnaponként.
25. – Ikervilla
Az 1930-as években Berger Károly tervei alapján épült ikervilla (az ikerépülete a Mimóza utcában található), amely Rádóczy János illetve Ács Imre részére készült.
41. – Ikervilla
1939-ben Kotsis Iván tervei alapján épült modern ikervilla Zsembery Árpád, illetve a Ciklámen utca 4. szám alatti rész Miklósi Simon számára.
Az 1990-es–2000-es években itt volt az Iraki Köztársaság Nagykövetsége. Néhány évvel ezelőtt elköltözött Budára, a Pasarétre.
43. – Villa
1932-ben épült kétlakásos ház Hajdú Ferenc és Bíró Endre vegyészmérnökök számára. 1946-ban a villát államosították és Farkas Mihály kommunista politikus, honvédelmi miniszter lakott itt 1948-ig.
45. – Róheim-villa
1899-ben Pollák Manó tervei alapján épült villa Róheim Sándor fakereskedő és családja részére. Itt élt fiuk Róheim Géza (1891–1953) néprajtudós is. 1918-ban itt bérelt lakást Tisza István (1861–1918) miniszterelnök, akit a villában gyilkoltak meg. Különleges értéket képvisel a villa arab szobája és faburkolatos lépcsőháza. A második világháború után az ÁVH használta egy ideig, majd az 1960-as évektől az 1990-es évek végéig állami szociális intézet működött az épületben mozgássérült tanuló fiatalok (14 és 30 év közötti fiúk illetve férfiak) számára. Itt tanult 1987 elejétől 1990-ig Zemlényi Zoltán (bentlakóként, majd az utolsó tanévben bejáróként), aki erről a 'Kitiltottak' című könyvében, valamint a 'Törj át az üvegfalon!' című könyvének elején írt részletesen.
2016 decemberében kormánydöntés alapján a villa a Magyar Corvin-lánc Testület tulajdonába került. Ekkori becslések szerint a villa felújítása mintegy három milliárd forintba került volna. 2018-ban és 2019-ben született kormánydöntések szerint viszont összesen mintegy hét és fél milliárdot kívánnak a beruházásra fordítani. 2023 elejére befejeződött az épület felújítása, a Corvin-lánc testület nem sokkal később ülésezett is benne.
47. – Sipeki-villa
1905 és 1907 között épült villa Lechner Ödön, Komor Marcell és Jakab Dezső tervei alapján sipeki Balás Béla (1863–1944) ügyvéd, politikus számára. Zsolnay-kerámiákkal díszített márványkandallója ipari műemlék. Az épületet Balás halála után a Vakok Országos Egyesülete örökölte. Napjainkban a Vakok és Gyengénlátók Országos Szövetségének a székháza. A szövetség szervezeti átalakulásával 2005 óta a Vakok és Gyengénlátók Hermina Egyesülete is az épületben működik.
49. – Klasszicista villa
1905–06-ban épült klasszicista villa Lukács György (1865–1950) vallás- és közoktatásügyi miniszter számára. Eredetileg földszintes épület volt.
51. – Villa
1896-ban Aigner Sándor tervei alapján épült villa Kobrák Mór cipőnagykereskedő számára.
55. – Bauhaus villa
1934–35-ben épült Bauhaus  villa Pogány Tivadar és felesége részére. Eredeti berendezéseit Kovács Zsuzsa iparművész tervezte.
61. – Nyárilak
1894-ben épült nyárilak Milan Michal Harminc tervei alapján Lumnitzer Lajos kávés és vendéglős számára.

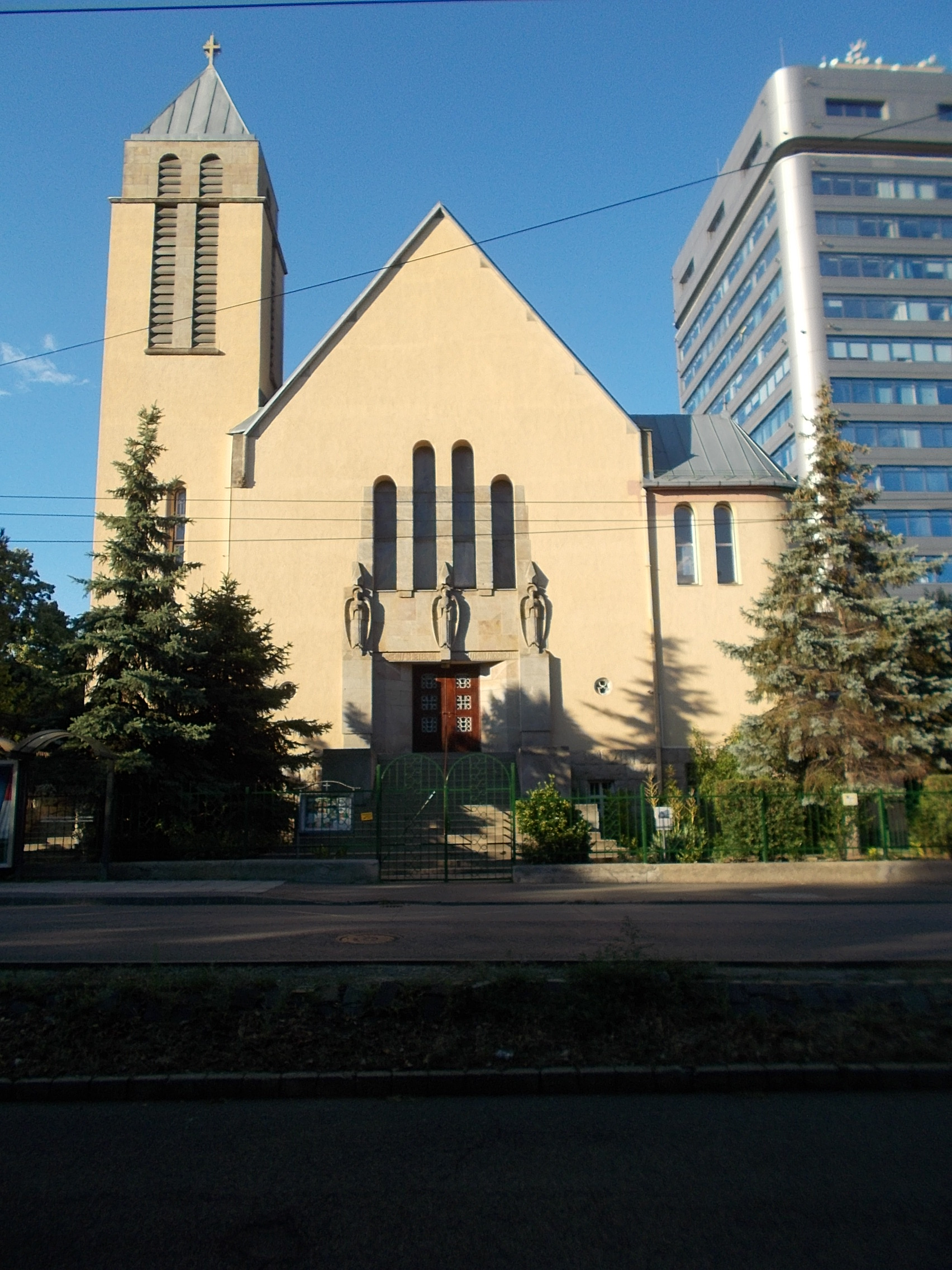
Ferences Mária Missziós nővérek temploma (Hermina út 19.)
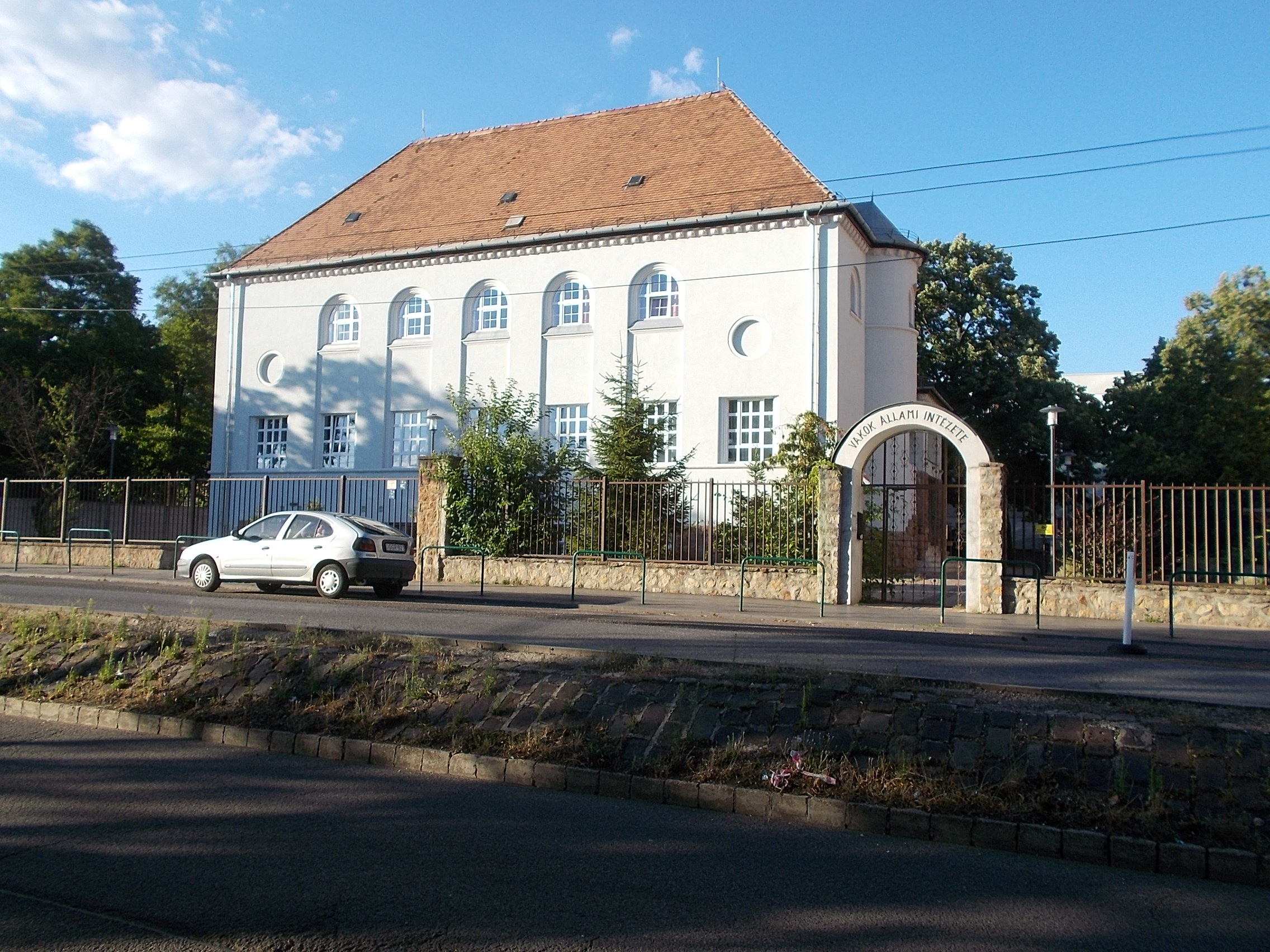
Vakok Állami Intézete (Hermina út 21.)
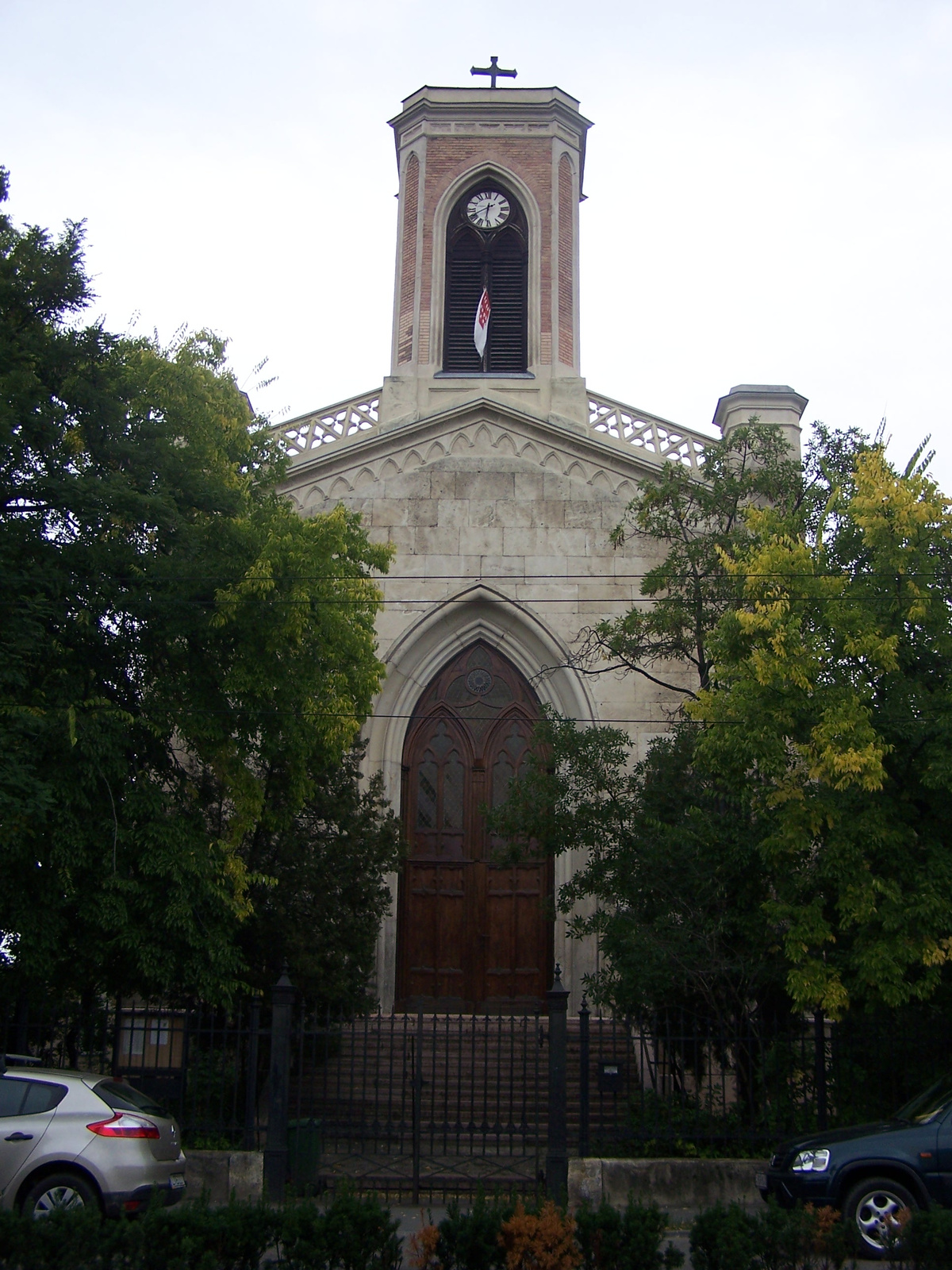
Hermina-kápolna (Hermina út 23.)
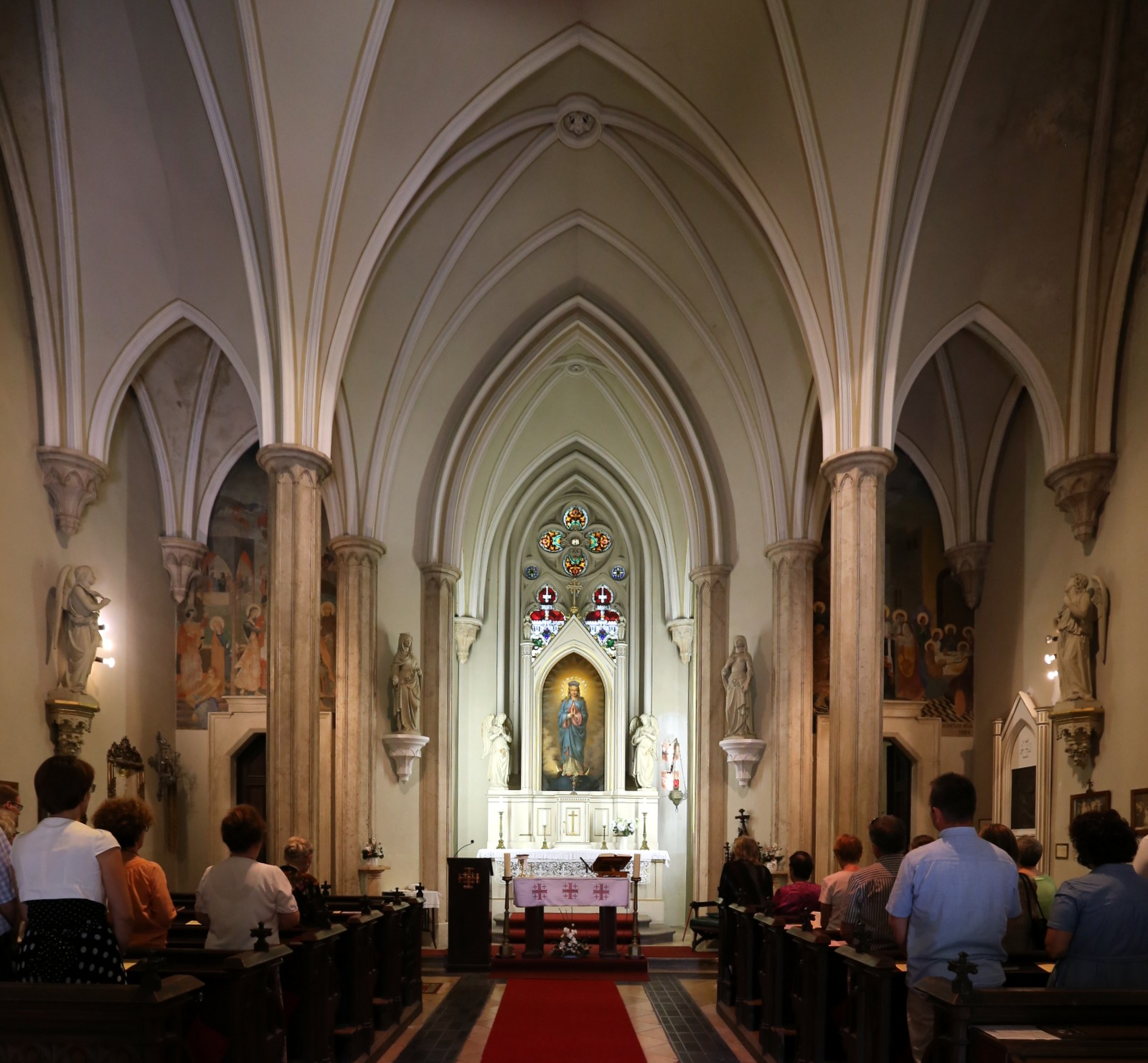
Hermina-kápolna (Hermina út 23.)
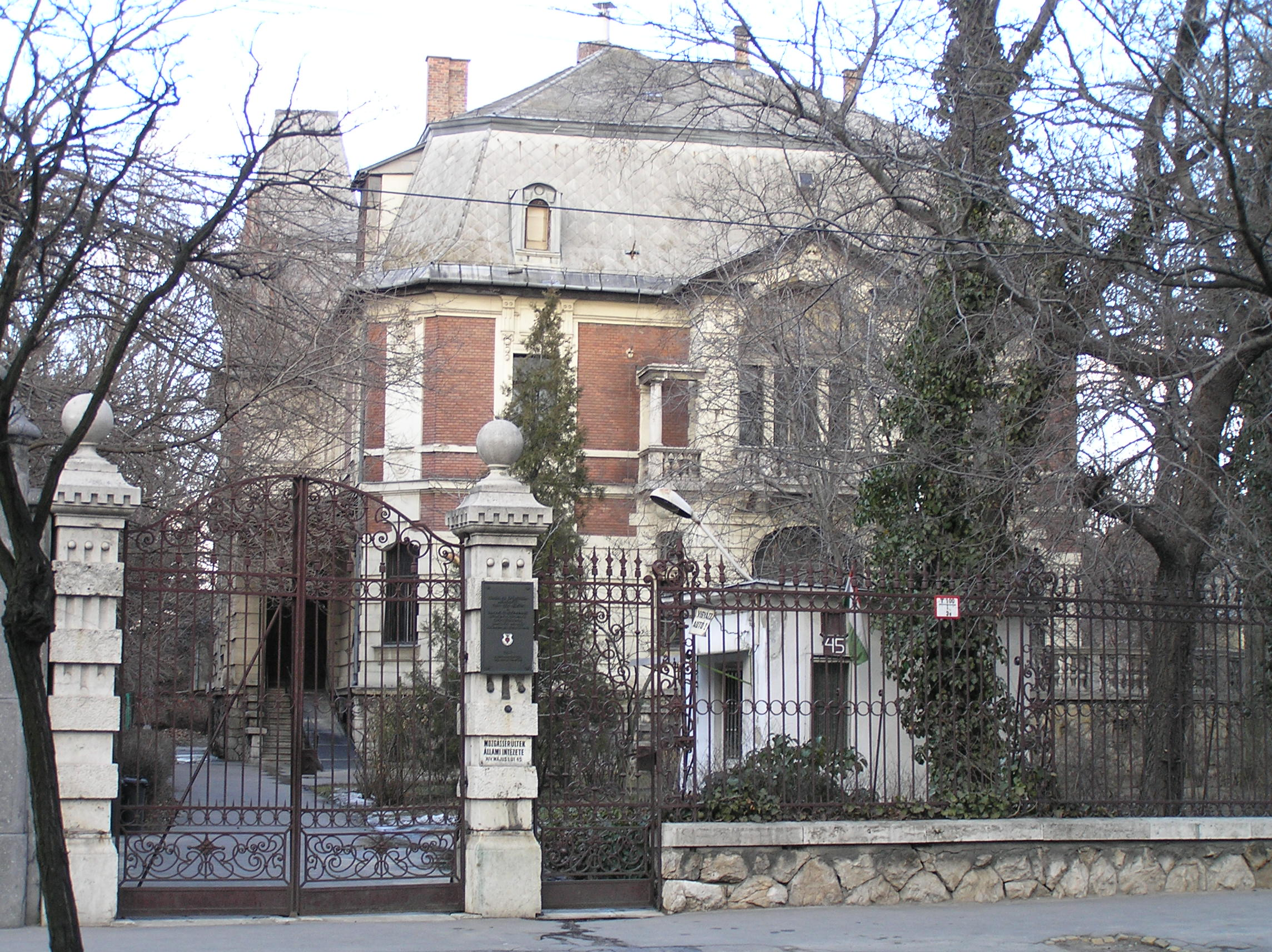
Róheim-villa (Hermina út 45.)
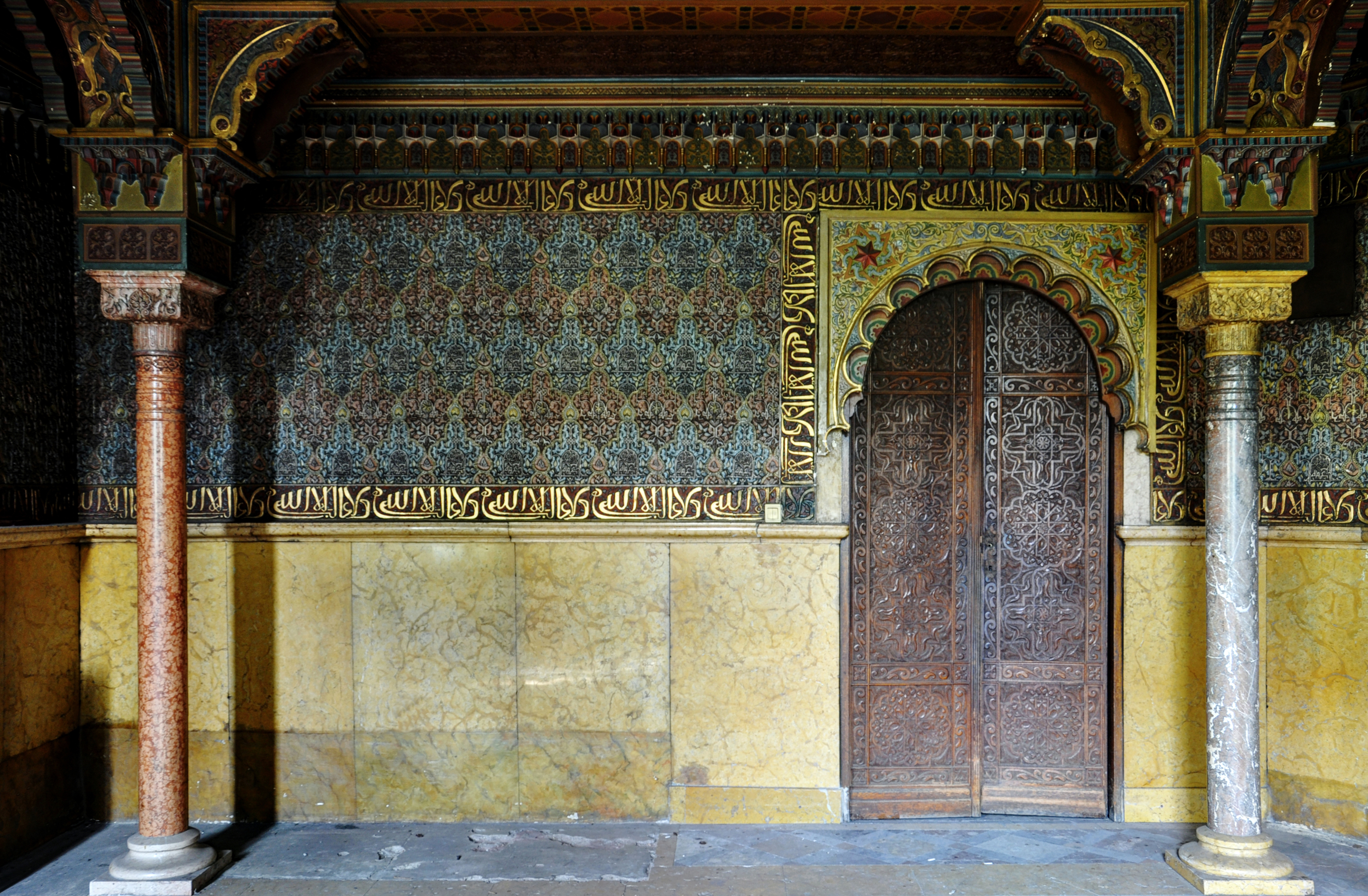
Róheim-villa, Mór terem (Hermina út 45.)
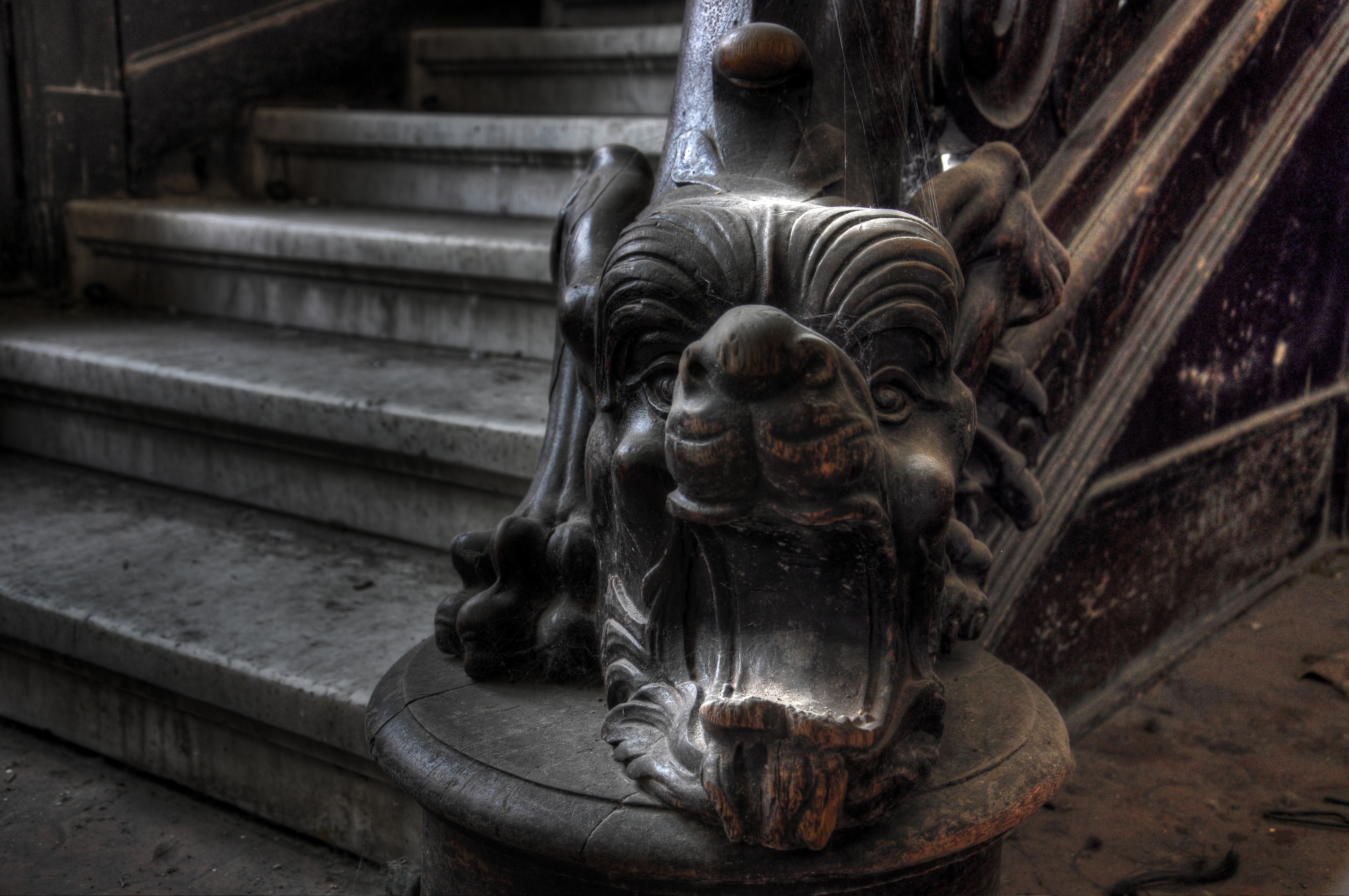
Róheim-villa, lépcső részlet (Hermina út 45.)
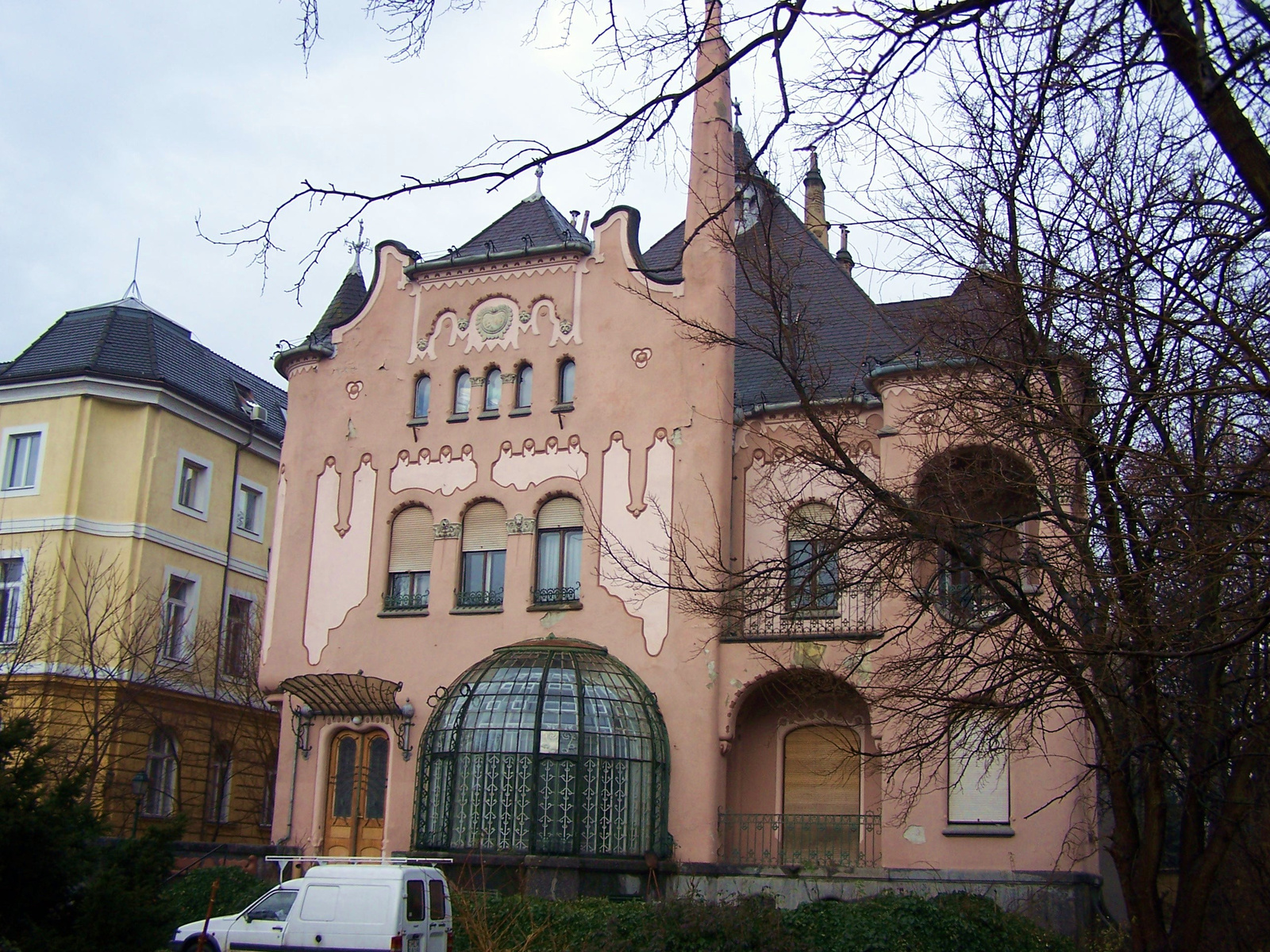
Sipeki-villa (Hermina út 47.)

## Közlekedése
Az első közösségi jármű a Hermina úton a lóvasút volt. 1906-től közlekedett a 25-ös villamos a Városliget és a Boráros tér között. A távolabbi végállomása többször változott. Járt a Közvágóhídig, illetve a Nagyvárad térig is. 1941. július 21-ig az Ajtósi Dürer soron közlekedett, utána a jobb oldali közlekedésre való áttérés előkészületei miatt végig haladt a Hermina úton és a Thököly úton folytatta az útját. A második világháború alatt Budapest ostroma előtt, 1944. szeptember 21-én járt utoljára. A háború után 1947. május 7-én indult újra és a Keleti pályaudvarig közlekedett. 1957. május 1-jétől tovább rövidült a vonala: a Thököly út és az Állatkert közötti szakaszra. 1972. október 31-én szűnt meg, mint villamosjárat a kisföldalatti bővítésére hivatkozva. 1977. május 2-ig villamospótló busz járt a vonalon. Azóta a 72-es trolibusz közlekedik erre.
Csomópontok
| #  | Kereszteződés                     | Közlekedési lámpa | BKK megállók | Keresztező BKK járatok                                   |
| -- | --------------------------------- | ----------------- | ------------ | -------------------------------------------------------- |
| 1. | Thököly út                        | van               | 72           | 5, 7, 8E, 108E, 110, 112, 133E 907, 907A, 973, 973A, 979 |
| 2. | Ajtósi Dürer sor                  | van               | 72, 74       |                                                          |
| 3. | Erzsébet királyné útja            | nincs             | 72, 74       | 70                                                       |
| 4. | Bethesda utca / Kacsóh Pongrác út | van               | 72, 74       |                                                          |